# Saint-Martin-le-Châtel
Saint-Martin-le-Châtel là một xã ở tỉnh Ain, vùng Auvergne-Rhône-Alpes thuộc miền đông nước Pháp.